# Яблунівські кургани
Яблунівські кургани — група курганів поблизу села Яблунева на Черкащині. 1876 року розкопано 8 курганів, серед яких деякі відносять до скіфського періоду (5 сторіччя до н. е.), інші до періоду після Христа.
Виявлено поховання (трупопокладення і трупоспалення) в дерев'яних склепах і ґрунтових ямах, перекритих дерев'яним накатом. Відкрито залишки тризни, знайдено золоті, срібні й бронзові прикраси, грецький і місцевий посуд.